# Bezerédj-díj
A Bezerédj-díj (alternatív elnevezés: Bezerédj Zoltán-díj, NKÖM Bezerédj-díj) az alapító jeles felmenői, a Bezerédj család neves tagjai életművének emlékére, a magyarországi és a határainkon túl élő magyar művészeti és tudományos élet kiválóságai részére adományozott pénzjutalommal járó díj. Alapítója Bezerédj Zoltán volt a Bezerédj Alapítvány létrehozásával, 1993-ban.

## Története
Bezerédj Zoltán (1922–2008) író 1992–93-ban ajánlotta fel a magyar kultúra javára magánvagyonát (több millió forintot ), melyet az emigráció évei alatt munkájából tett félre. Megkereste az akkori kulturális tárcát. A Művelődési és Közoktatási Minisztérium javaslatára, ezért jött létre 1993-ban a Bezerédj Alapítvány, amely a felajánlást kezelni tudja. A díj Bezerédj Imre kuruc hadvezér, Bezerédj István politikus, Bezerédj Amália írónő és Bezerédj Pál közgazdász életműve előtt tiszteleg. A magánalapítvány és az oktatási és kulturális miniszter egyetértésével a kultúra és a tudomány területén kimagasló értékeket felmutató fiatal magyar művészek és tudósok kaphatják meg – az évente egy-három – ösztöndíjat, támogatva munkájukat, hozzájárulva eredményeikhez, sikereikhez.
Az alapítvány díjat odaítélő kuratóriumának elnöke – az alapító Bezerédj Zoltán névhez csupán hangzásában hasonlító nevű – Bezerédi Zoltán, tagja Kőrösi Zoltán, továbbá 2011-ben Koncz Erika, Diószegi László és Szakály Sándor.
A Bezerédj Alapítvány díját minden évben az 1956-os forradalom és szabadságharc évfordulója alkalmából októberben, vagy az évfordulóhoz közel eső napon adják át, mivel Bezerédj Zoltán ennek hatására hagyta el az országot.
Az ösztöndíj és elismerés mellett a díjazottak egy Péter Ágnes által tervezett bronzérmét és oklevelet kapnak.

## Díjazottak
- 2023 – G7.hu szerkesztősége
- 2022 – Csunderlik Péter történész
- 2021 – Mihó Attila László, népzenész
- 2020 – Ligeti Dávid, történész[4]
- 2019 – "Társadalmi riport" projekt munkacsoport, „Társadalmi riport projekt” szociológiai kutatócsoport
- 2018 – Szilágyi Zsófia Kata, filmrendező, Pass Andrea rendező
- 2017 – Juhász Tibor, költő
- 2016 – Wagner Péter, politológus, külpolitikai szakértő
- 2015 – Buda Folk Band zenekar, Moussa Ahmed táncos, koreográfus
- 2014 – Szepesi Balázs, közgazdász, politológus
- 2013 – Bass László gyógypedagógiai tanár, szociológus, adjunktus, az ELTE Társadalomtudományi Karán a Szociálismunkás-képző Tanszék oktatója[5]
- 2012 – Jordán Adél[6] és Elek Ferenc színészek[7]
- 2011 – Oborni Teréz[8] és Mészáros Kálmán[9] történészek
- 2010 – Szegő János szerkesztő, kritikus[10] és Sajó László, író-költő[11]
- 2009 – Balogh Kálmán cimbalomművész[12] és a kárpátaljai Pál család zenekar (Pál Lajos, Pálné Jancsó Katalin, Pál Eszter és Pál István (Szalonna)[13])
- 2008 – G. Fodor Gábor politológus[14]
- 2007 – Csizmadia Tibor, az egri Gárdonyi Géza Színház igazgató-főrendezője[15]
- 2006 – Bódis Kriszta író,[16] Borhi László[17] történész, Tzortzoglou Georgios zenész, képzőművész[18]
- 2005 – Lovas Ildikó író, költő, filmrendező[19]
- 2004 – Diószegi László történész táncos-koreográfus,[20] a Zurgó együttes (Benke Félix Ágoston, Demeter László, Draskóczy Lídia, Nagy Bercel, Navratil Andrea, Sófalvi Kiss Csaba) és a Balkan Fanatik zenekar (Georgios Tzortzoglou (Jorgosz), Lepés Gábor (Lepe), Czifra Miklós, Kovács Nóri, Ferenczi Szonja[21])[22][23]
- 2003 – Csaba László, közgazdász,[24] valamint Hartyándi Jenő, a Médiawave főszerkesztője[25]
- 2002 – Bányai Tamás világítástervező,[26] Hudi László színházi rendező, társulatvezető[27]
- 2001 – Pálffy Géza történész, hadtörténész;[28] és Szabó Péter hadtörténész[29]
- 2000 – Körösényi András politológus, egyetemi tanár[30] és Simon János szociológus, politológus[31]
- 1999 – Tolnai Ottó író, költő, műfordító[32] és Csiki László romániai író, költő, műfordító[33]
- 1998 – Almási Tamás filmrendező[34] és Domokos János filmrendező
- 1997 – Lengyel Nagy Anna újságíró, szerkesztő;[35] Osztojkán Béla író, költő, lapszerkesztő, politológus[36] és Kerényi György újságíró[37]
- 1996 – Kobzos Kiss Tamás népzenész[38] és Bari Károly költő, műfordító, grafikus[39]
- 1995 – Kurucz Rózsa szekszárdi neveléstörténész, tanszékvezető főiskolai tanár[40]
- 1994 – Mohácsi János rendező[41] és Belitska-Scholtz Hedvig színháztörténész,[42] a budapesti Széchényi Könyvtár színháztörténeti tárának vezetője
- 1993 – Szakály Sándor, történész[43]